# Peter Schickele
Johann Peter Schickele (Ames, 17 de julho de 1935 – Condado de Ulster, 16 de janeiro de 2024) foi um compositor americano e educador musical, mais conhecido pela sua comédia musical apresentando canções que ele escreveu como P. D. Q. Bach.

## Morte
Schickele morreu no dia 16 de janeiro de 2024, aos 88 anos.

### Áudio
- Peter Schickele interview
- "Composing Thoughts" radio interview